# Landesgruppe
Als Landesgruppe bezeichnet man den Zusammenschluss von Abgeordneten einer Fraktion des Deutschen Bundestags, die alle aus demselben Land kommen. Im Europäischen Parlament ist auch der Ausdruck Delegation üblich.

## Bundestag
Jede große politische Fraktion im Bundestag hat ihre eigenen Landesgruppen. In ihnen sind die Bundestagsabgeordneten aus dem jeweiligen Bundesland der Fraktion vereint.
Als Besonderheit ist hierbei die bayerische Landesgruppe der Unionsfraktion zu sehen. Diese Fraktionsgemeinschaft besteht aus den beiden unabhängigen Parteien CSU und CDU. Da die CSU lediglich in Bayern, die CDU in den anderen Bundesländern antritt, ist die CSU-Landesgruppe gleichzusetzen mit der CSU-Teilfraktion innerhalb der Unionsfraktion. Durch diesen Status gewinnt diese größeren Einfluss auf die Gesamtfraktion als es andere ähnlich große Landesgruppen im Bundestag haben. Seit Oktober 2009 arbeiten die SPD-Bundestagsabgeordneten der zwei Bundesländer Niedersachsen und Bremen zusammen. In der Legislaturperiode ab 2017 gehören auch die CDU-Abgeordneten aus Bremen der niedersächsischen Landesgruppe ihrer Fraktion an.

## Europäisches Parlament
Die Fraktionen im Europäischen Parlament setzen sich grundsätzlich aus Mitgliedern verschiedener nationaler Parteien zusammen, die sich jeweils in einer nationalen Delegation organisieren. Leiter der nationalen Delegation ist meist der Spitzenkandidat der jeweiligen Partei bei der vorherigen Europawahl. Zahlreiche Delegationen von Parteien aus kleineren Mitgliedstaaten oder von Kleinparteien bestehen auch nur aus einem einzigen Parlamentarier.